# 라오스 국가 올림픽 위원회
라오스 국가 올림픽 위원회(라오어: ຄະນະກໍາມະໂອລິມປິກແຫ່ງຊາດຂອງສປປລາວ, 영어: National Olympic Committee of Laos)는 라오스를 대표하는 국가 올림픽 위원회이다. IOC 코드는 LAO이다. 본부는 비엔티안에 있으며 아시아 올림픽 평의회에 소속되어 있다.
1975년에 설립했으며 1979년에 국제 올림픽 위원회의 승인을 받았다. 올림픽, 아시안 게임을 비롯한 국제 스포츠 대회에 참가하는 네팔의 선수들을 대표한다.